# Косовские турки
Ко́совские ту́рки (тур. Kosova Türkleri, алб. Turqit në Kosovë) — турецкое этническое меньшинство, которое проживает в Косове.

## История
Расселение турок в Косове началось в конце XIV века после поражения сербов в битве на Косовом поле, когда эта территория перешла под власть Османской империи. Значительный приток турецких колонизаторов начался с 1389—1455 гг., во время османского завоевания, когда в крупных городах Косова начали появляться турецкие солдаты, чиновники и торговцы. Косово долгое время оставалось частью Османской империи, пока в 1912 году не было отвоёвано Королевством Сербия в ходе Первой Балканской войны.

## Демография

### Численность населения
В 1993 году Human Rights Watch заявила, что в Косове проживает приблизительно 20 000 турок, что составляет около 1 % от населения Косова. Согласно переписи 2011 года 18 738 граждан назвали себя турками, что составляет 1,08 % от общей численности населения Косово. Европейский центр по делам меньшинств Косова заявил, что:

Число турок (18 738) в общей переписи несколько ниже, чем в предыдущих оценках. Например, в Липляне число турок уменьшилось с 400—500 до 128. Однако на всеобщих выборах в 2010 году турецкие политические партии KDTP и KTB получили в общей сложности 207 голосов. Эта цифра говорит о том, что данные переписи для этого муниципалитета могут быть непредставительными и что необходим дальнейший анализ, хотя необходимо учесть представителей других общин, иногда голосующих за турецкие партии, и другие вопросы.
Оригинальный текст (англ.)The total census number for Turks (18,738) is somewhat lower than that of previous estimates. To give an example, in Lipjan/Lipljan, the figure of Turks decreases from 400-500 to 128. However, in the 2010 general elections, the Turkish political parties KDTP and KTB received together a total of 207 votes. Although members from other communities sometimes vote for Turkish parties and other issues need to be taken into account, this figure suggests that for this municipality the census figure may not be representative and that further analysis is needed.

| Турки в Косове по результатам переписи населения |        |                       |
| Год переписи                                     | Турки  | % от общего населения |
| 1921                                             | 27,920 | 6.3 %                 |
| 1931                                             | 23,698 | 4.3 %                 |
| 1939                                             | 24,946 | 3.8 %                 |
| 1948                                             | 1,315  | 0.2 %                 |
| 1953                                             | 34,583 | 4.3 %                 |
| 1961                                             | 25,784 | 2.7 %                 |
| 1971                                             | 12,224 | 1.0 %                 |
| 1981                                             | 12,513 | 0.8 %                 |
| 2011                                             | 18,738 | 1.1 %                 |

### Территориальное распределение
Турецкое меньшинство Косова составляет большинство населения в Мамуше . Однако самое большое турецкое сообщество в Косове проживает в Призрене . Они составляют примерно 5 % населения Призрена, а город остается историческим, культурным и политическим центром косовской турецкой общины. В муниципалитете Гнилане турецкая община проживает в основном в городе Гнилане и в деревнях Горни Ливоч и Добрчан, что составляет 0,9-1,1 % от общей численности населения муниципалитета. Косовские турки, проживающие в Косовска-Митровице, составляют примерно 1,5 % от общей численности населения; косовские турки в южной части города проживают рассеянно, тогда как те что живут в северном части, проживают в районе «Боснияк-махалля». В Вучитрне турки составляют около 0,9 % от общей численности населения, и живут по всему городу. В Приштинском районе они сосредоточены в городских районах и составляют примерно 0,4 % от общего населения муниципалитета, а также в сельских поселениях Янево и Бандулич в муниципалитете Липлян, где они составляют 0,5 % населения.
Турецкое население в Косове по данным переписи 2011 года (турецкое большинство выделено жирным шрифтом):
| Муниципалитет | Турки (Перепись 2011 года) | % от общего населения |
| ------------- | -------------------------- | --------------------- |
| Призрен       | 9091                       | 5,11 %                |
| Мамуша        | 5128                       | 93,11 %               |
| Приштина      | 2156                       | 1,08 %                |
| Гнилане       | 978                        | 1,08 %                |
| Митровица     | 518                        | 0,72 %                |
| Вучитрн       | 278                        | 0,39 %                |
| Драгаш        | 202                        | 0,59 %                |
| Липля         | 128                        | 0,22 %                |
| Косово-Поле   | 62                         | %                     |
| Печ           | 59                         | %                     |
| Урошевац      | 55                         | %                     |
| Джяковица     | 16                         | %                     |
| Грачаница     | 15                         | %                     |
| Исток         | 10                         | %                     |
| Ново-Брдо     | 7                          | %                     |
| Глоговац      | 5                          | %                     |
| Каменица      | 5                          | %                     |
| Подуево       | 5                          | %                     |
| Сува-Река     | 4                          | %                     |
| Витина        | 4                          | %                     |
| Клина         | 3                          | %                     |
| Качаник       | 2                          | %                     |
| Обилич        | 2                          | %                     |
| Ораховац      | 2                          | %                     |
| Клокот        | 1                          | %                     |
| Србица        | 1                          | %                     |
| Штимле        | 1                          | %                     |
| Всего         | 18738                      | 1,1 %                 |

## Галерея

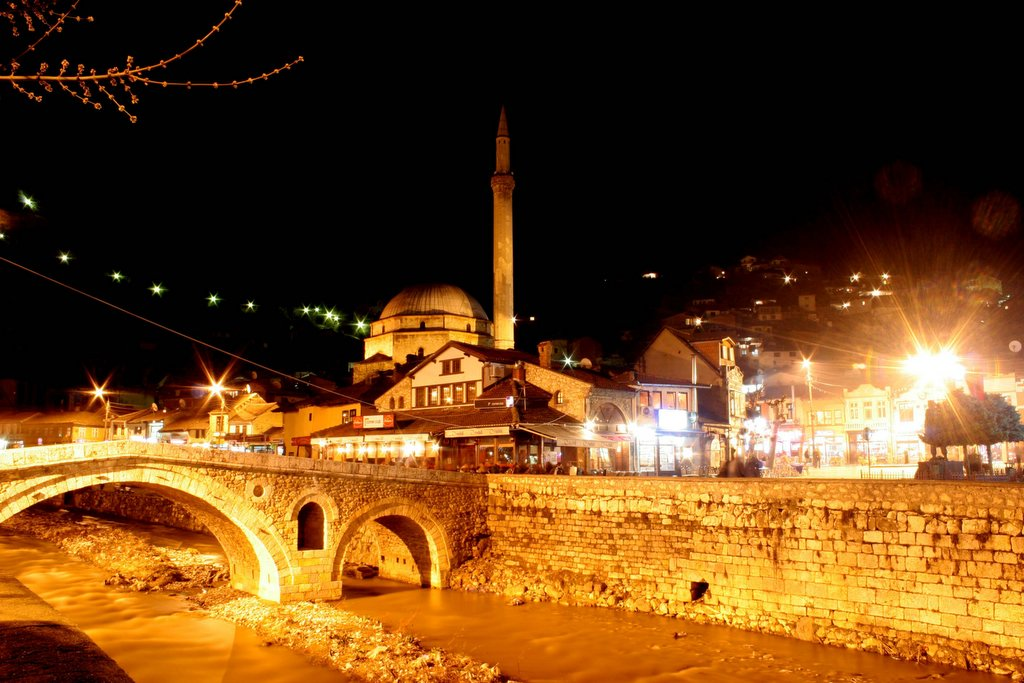
Османская мечеть, Призрен.
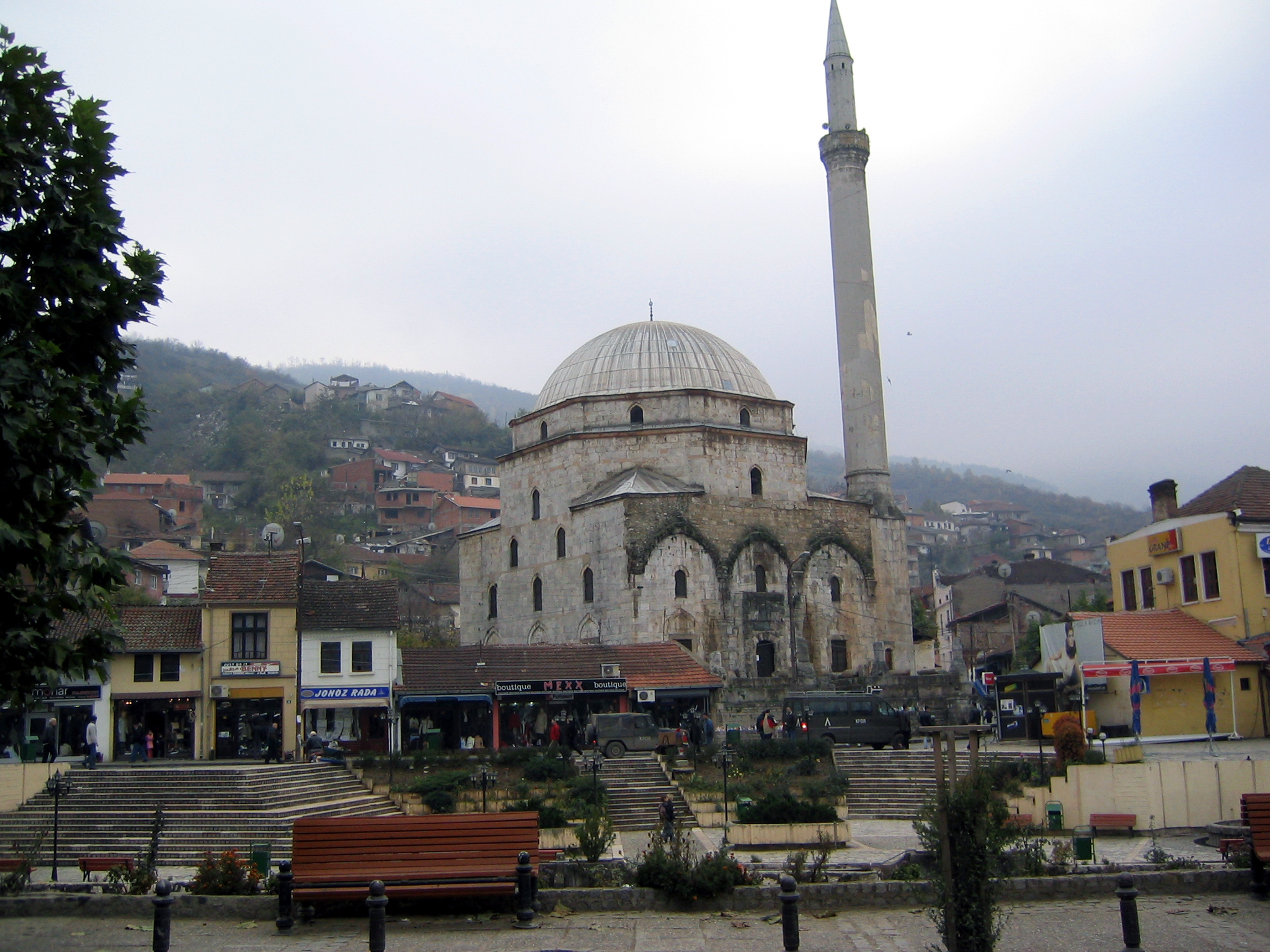
Османская мечеть в Призрене.
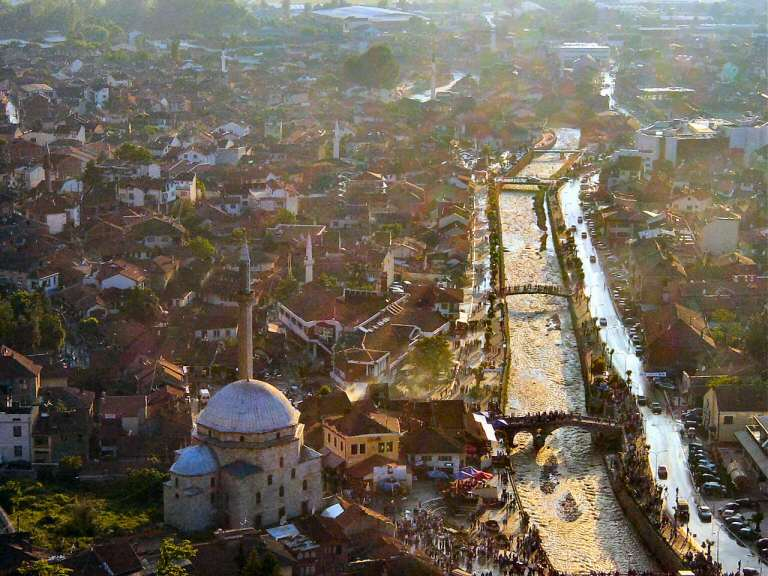
Призрен.